# Colette Chiland
Colette Chiland, née à Paris le 6 février 1928 et morte le 16 septembre 2016 dans la même ville, est une psychiatre, professeure des universités en psychologie clinique et psychanalyste française. Elle a été présidente d'honneur de la Société française d'étude et de prise en charge du transsexualisme (SoFECT).

## Biographie
Colette Chiland suit sa scolarité au lycée Hélène Boucher à Paris, puis elle entre en hypokhâgne au lycée Fénelon. 
Elle enseigne deux ans dans un lycée et dans des écoles normales, avant d'être nommée à la Sorbonne où elle fait une carrière universitaire d'assistante, maître-assistante et de professeure de psychologie clinique à l'université René Descartes à Paris. Elle soutient sa thèse d'État en psychopathologie en 1970 à l'université Paris-VII.
Elle exerce comme psychiatre au centre Alfred Binet jusqu'en 1995. Elle est membre de la Société psychanalytique de Paris et présidente d'honneur de l'Association internationale de psychiatrie de l'enfant et de l'adolescent et des professions associées (IACAPAP) et de la Société française d'études et de prise en charge du transsexualisme.
Au cours de sa carrière, elle est en relation avec plusieurs des créateurs de la psychanalyse d’enfants comme Anna Freud, Melanie Klein et Donald Winnicott et se forme avec Serge Lebovici et René Diatkine.

## Recherches

### Théoricienne de la psychanalyse
Elle se montre assez critique à l'égard des conceptions de Freud sur la femme. Elle évoque dans un entretien en 2005 sa « déception » à l'égard du manque d'ouverture de la psychanalyse à l'égard des « apports des autres disciplines ». Elle s'intéresse aux questions méthodologiques, notamment à l'entretien clinique de recherche.
Dans le cadre de ses activités d'enseignante, elle réfléchit à la formation des psychologues, en lien avec les fonctions spécifiques qu'ils auront à assumer. Elle est particulièrement convaincue de « l’importance de former des professionnels praticiens, engagés sur le terrain et aptes à travailler en équipe, plutôt que des savants théoriciens ». Dans son chapitre sur l'entretien clinique, elle s'emploie à définir la démarche qui préside à l'entretien clinique, au dispositif qui permet l'entretien et à la posture du clinicien, notamment sa disponibilité d'écoute, qu'elle rapproche de l'attention flottante, durant le temps de l'entretien.

### Travaux sur le « transsexualisme»
Elle a mené des recherches, en lien avec sa pratique médicale à l’hôpital Fernand-Widal auprès de personnes désirant changer de sexe, sur l'identité sexuelle. Colette Chiland préférait le terme « identité sexuée » à « identité sexuelle » qui prédominait en France ; les anglophones parlant davantage d'« identité de genre ». Elle proposait de ne pas inclure l'orientation sexuelle dans l'identité sexuée, alors que John Money considérait que « l’identité est la face privée des rôles sociaux, et que les rôles sont la face publique de l'identité ». Au contraire de la psychologue clinicienne Françoise Sironi, qui pense que la conception naturaliste et binaire de l’identité de genre constitue « un angle mort de la théorie psychanalytique », Chiland affirme son attachement à « la boussole du sexe » : « la division en sexes n’est pas une création de la société ». Elle considère que la proposition de Judith Butler de supprimer les distinctions de sexe relève d'une propagande « ethnocentriste » qu'elle compare à l'idéologie nazie. 
Ses travaux et ses prises de positions font l'objet de vives critiques de la part de certains collègues (Françoise Sironi la qualifie de « transphobe ») et d'associations de défense de la cause trans,. Elle estime qu'il s'agit d'« attaques personnelles » et que ses propos sont dénaturés par les militants « en changeant les termes, en sortant les phrases de leur contexte ».  
Karine Espineira et Maud-Yeuse Thomas estiment qu'en défendant l'idée qu'« une minorité ne peut avoir raison sur la majorité et la Raison et la Réalité », Colette Chiland a « montr[é] le chemin d'une fabrique de l'ignorance dans laquelle quantité de défenseurs de la légalité, réalité et naturalité "des sexes" [ont placé] leurs pas ». Elles citent pour exemple la permanente dénonciation d'une « tyrannie des minorités » par Polony, et regrettent l'absence de remise en cause de ce qu'elles appellent le « tyrannie des pathologisations » qui attise pourtant les haines et discriminations. Les deux chercheuses pointent aussi une déshumanisation dans les propos de Chiland : « J'ai compris que je m'étais laissée piéger par son aspect déconcertant, effrayant, non pas parce qu'il aurait été une caricature de femme, un travelo sans talent: il n'était rien, ni homme ni femme. ».

#### Affaire Chiland contre Martin
Dans la préface de la réédition de « Changer de sexe », Chiland raconte comment, le 10 juin 2005, des militants d'Act up-Paris sont venus la réveiller bruyamment et distribuer des tracts sur lesquels figuraient sa photo, la mention « un visage de la haine » et des « propos très agressifs accompagnés de citations dénaturées de ses livres ». À la suite de sa plainte, Jérôme Martin, ex-président d'Act up-Paris, est condamné en 2007 pour diffamation publique. Elle expose son analyse : 

« J’ai beaucoup réfléchi sur ce qui pouvait choquer dans mon écriture : trop directe et trop concise, trop imagée et concrète, elle a pu être mal interprétée et ressentie comme agressive. Je n’avais pourtant pas la “haine” à l’égard des transsexuels qu’on a voulu m’attribuer, bien au contraire. (…) Je ne conçois pas l’exercice de mon métier sans bienveillance à l’égard des patients, mais les patients ne nous facilitent pas toujours la tâche. (…) Dans leur colère contre leur condition, leur maladie éventuellement (VIH) pour lequel ils sont à risque plus élevé s’ils se droguent ou se prostituent ou ont des rapports sexuels non protégés, les activistes trans’ ont besoin d’une cible sur laquelle tirer. (…) Ils se sont trompés en me choisissant pour cible. Ils (…) l’ont fait avec une violence rare, en dénaturant mes propos, (…) en passant sous silence ce que j’avais fait pour les transsexuels. Ils veulent faire feu de tout bois ; certains commentaires sont d’une ignorance et d’une sottise déconcertantes, alors que leurs auteurs ne sont ni sots, ni ignorants. »

## Ouvrages
- L'enfant de six ans et son avenir : L'Enfant, la famille et l'école, Paris, Puf, 1971 (ISBN 978-2-13-037823-5).
- Homo psychanalyticus, Paris, Puf, coll. « Psychologie d'aujourd'hui », 1990, 332 p. (ISBN 978-2-13-042637-0 et 978-2-13-070228-3, présentation en ligne).
- L’enfant, la famille, l’école, Paris, Puf, coll. « Le Psychologue », 1993, 264 p. (ISBN 978-2-13-045697-1 et 978-2-13-070809-4, présentation en ligne).
- Les enfants et la violence, Paris, Puf, coll. « Monographies de psychanalyse », 1998, 258 p. (ISBN 978-2-13-048043-3, présentation en ligne).
- Le transsexualisme, Paris, Puf, coll. « Que sais-je ? », 2003, 128 p. (ISBN 978-2-13-053675-8 et 978-2-13-059590-8, présentation en ligne).
- Le souci de l’humain : un défi pour la psychiatrie, Toulouse, Érès, 2010, 483 p. (ISBN 978-2-7492-1185-5 et 978-2-7492-3286-7, présentation en ligne).
- Changer de sexe : Illusion et réalité, Paris, Odile Jacob, 2011, 349 p. (ISBN 978-2-7381-2451-7).
- L'entretien clinique, Paris, Puf, coll. « Quadrige », 2013, 226 p. (ISBN 978-2-13-062128-7, présentation en ligne).
- Cerveau, psyché & développement, Paris, Odile Jacob, impr. 2014, 250 p. (ISBN 978-2-7381-3130-0 et 2738131301, OCLC 882898529, lire en ligne)